# Røvballemusik
 Denne artikel bør gennemlæses af en person med fagkendskab for at sikre den faglige korrekthed.

Røvballemusik, også kendt som suppe-steg-og-is-musik, er en folkelig omskrivning af det oprindelige ord "balmusik". Navnet stammer fra en tid, hvor der blev afholdt bal med livebands rundt omkring på kroer og hoteller. Ordets transformering fra "balmusik" til "ballemusik" og "røvballemusik" er dels opstået i relation til ordspillet mellem de to ord, dels med en hentydning til den legemsdel, der typisk er aktiv under dansen.